# وحدة العظم
وحدة العظم المنظومة الهافرسية أو العظمون أو نظام هافيرس (يسمي نسبة لكلوبتون هافيرس) هو الوحدة الوظيفية الأساسية لأغلب العظم المضغوط. العظمون عبارة عن هيكل اسطواني خشن حيث يبلغ عدة ملليمترات في الطول وحوالي 0.2 مم في القطر. يوجد في العديد من الثدييات والطيور والزواحف والبرمائيات.

## الوصف
يتكون كل عظمون من طبقات متحدة المركز أو صفاحات أو أنسجة العظم المدمج المحيط بالقناة المركزية و القناه الهافيرسية. القناة الهافيرسية تحتوي على إمدادات الدم للعظم، وحدود العظمون هو الخط الاسمنتي.
بالقرب من سطح العظم المدمج، يتم ترتيب الصفاحات كي تصبح موازية للسطح؛ تسمى هذه بالصفيحة المحيطة، بعض من الخلايا بانيات العظم تتطور إلى خلايا عظمية وكل يعيش ضمن نطاق مساحته الصغيرة أو في الثغر. تصنع الخلايا العظمية اتصالًا مع البروزات السيتوبلازمية ولنظائرهم عبر شبكة من القنوات الصغيرة المستعرضة. هذه الشبكة تسهل تبادل المواد الغذائية ونفايات الأيض.
ألياف الكولاجين في الصفيحة المتخصصة تمتد موازية لبعضها البعض، ولكن توجه ألياف الكولاجين داخل الصفاحات تكون منحرفة. كثافة ألياف الكولاجين تكون الأدنى بين نظائرها للصفاحات، حيث يمثل الظهور المجهري المميز للمقطع العرضي للعظمون. المساحة بين العظمون تكون مشغولة بالصفاحات، حيث تمثل بقايا العظمون والتي يتم إعادة امتصاصها جزئيًا أثناء عملية إعادة تشكيل العظام. ترتبط العظمون مع بعضها البعض ومع السمحاق عن طريق قنوات مائلة تسمي قنوات فولكمان أو القنوات الثاقبة.

### العظمون الانزياحي
العظمون الانزياحي عبارة عن ظاهرة غير مفهومة بالكامل. «عظمون انزياحي» يتم تصنيفه كواحد على حد سواء حيث يعمل بشكل طولي وعرضي خلال القشرة. العظمون يمكنه الانزياح في اتجاه واحد أو يغير اتجاهه عدة مرات، تاركًا ذيل الصفاحات خلف القناة الهافيرسية المتقدمة.

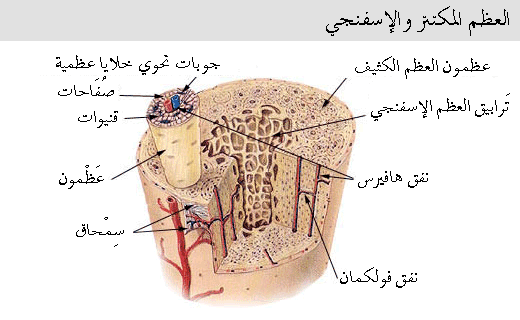
مخطط لعظم مضغوط أو قشري وعظم إسفنجي

## التطبيقات التحقيقية
في مجال البحوثات الهيكلية الحية والتحقيقات الجنائية، يمكن استخدام العظمون في قطعة العظم لتحديد جنس الفرد  وعمره بالإضافة إلى مظاهر التصنيف، الغذاء، الصحة، وتاريخ الحركة.
ترتيب العظمون يتنوع على حسب الأصنوفات، لذلك النوع وأحيانًا الفصائل يمكن تفريقها باستخدام قطعة العظم المجهولة.
بالرغم من ذلك، هنالك تنوع يعتد به بين أنواع العظم المختلفة للهيكل العظمي، وخصائص لبعض من العظمون الحيواني التي تتداخل مع نظائرها للعظمون البشري؛ لذلك فحص العظمون ليس استخدامًا رئيسيًا لتحليلات العظمون. تلزمه المزيد من البحوث، ولكن علم أنسجة العظمون لديه القدرة على التأثير إيجابيًا لدراسة علم الآثار البيولوجي وعلم المتحجرات والتحقيقات الجنائية.
في العقود الأخيرة، علم دراسة أنسجة العظمون لأحافير الديناصورات يتم استخدامه لمعالجة عدد من القضايا مثل فترة نمو الديناصورات وما إن كانت وتيرة واحدة عبر الفصائل، والتساؤل ما إن كانت الديناصورات من ذوات الدم الحار أم لا.

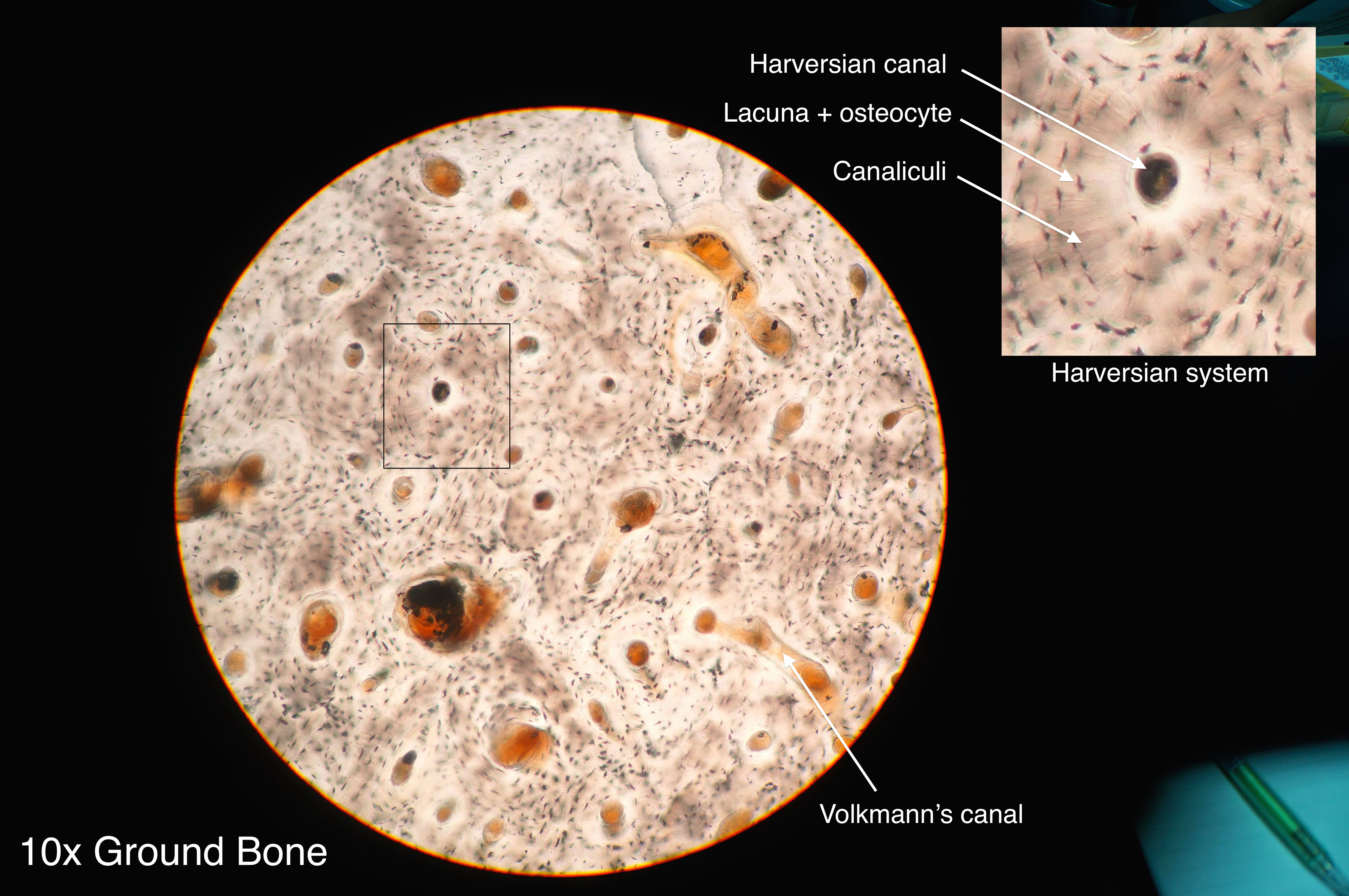
تشريح العظم القشري